# Wang Chunyu
Wang Chunyu (chinesisch 王春雨, Pinyin Wáng Chūnyǔ, * 17. Januar 1995 in Suzhou) ist eine chinesische Mittelstreckenläuferin, die sich auf den 800-Meter-Lauf spezialisiert hat.

## Sportliche Laufbahn
Erste internationale Erfahrungen sammelte Wang Chunyu 2011 bei den Jugendweltmeisterschaften in Lille, bei denen sie in 2:03,23 min die Silbermedaille hinter der US-Amerikanerin Ajeé Wilson gewann. Zwei Jahre später gewann sie bei den Asienmeisterschaften in Pune die Goldmedaille und qualifizierte sich auch für die Weltmeisterschaften in Moskau, bei denen sie bereits in der ersten Runde ausschied. 2016 gelang es ihr, sich für die Olympischen Spiele in Rio de Janeiro zu qualifizieren; sie erreichte dort mit neuer Bestleistung unter der 2-Minuten-Marke das Halbfinale. 2018 gewann sie bei den Hallenasienmeisterschaften in Teheran die Goldmedaille über 800 Meter in 2:09,30 min. Ende August nahm sie erstmals an den Asienspielen in Jakarta teil und siegte auch dort in 2:01,80 min vor der Kasachin Margarita Mukaschewa und Manal el-Bahraoui aus Bahrain.
2019 gewann sie bei den Asienmeisterschaften in Doha in 2:02,96 min die Silbermedaille hinter der Inderin Marimuthu Gomathy. Die Indierin wurde nachträglich wegen eines Dopingverstoßes disqualifiziert und Wang rückte auf den ersten Platz vor. Kurz darauf nahm sie an den World Relays in Yokohama teil und schied dort mit der gemischten 4-mal-400-Meter-Staffel mit 3:21,66 min im Vorlauf aus. Über 800 Meter qualifizierte sie sich für die Weltmeisterschaften in Doha, bei denen sie mit 2:02,84 min im Halbfinale ausschied. Anschließend schied sie bei den Militärweltspielen in Wuhan mit 2:14,44 min im Vorlauf aus. 2021 belegte sie bei den Olympischen Spielen in Tokio im Finale über 800 m mit persönlicher Bestzeit von 1:57,00 min den fünften Platz. Nach einem Jahr Wettkampfpause gewann sie 2023 bei den Asienspielen in Hangzhou in 2:03,90 min die Bronzemedaille hinter Tharushi Karunarathna aus Sri Lanka und der Inderin Harmilan Bains.
In den Jahren 2020 und 2021 wurde Wang chinesische Meisterin im 800-Meter-Lauf sowie 2023 über 1500 Meter.

## Persönliche Bestzeiten
- 400 Meter: 52,98 s, 27. April 2021 in Xi’an
  - 400 Meter (Halle): 54,19 s, 8. März 2016 in Xi’an
- 800 Meter: 1:57,00 min, 3. August 2021 in Tokio
  - 800 Meter (Halle): 2:03,20 min, 11. März 2018 in Nanjing
- 1000 Meter: 2:52,63 min, 21. Februar 2015 in Claremont
- 1500 Meter: 4:11,42 min, 25. Juni 2021 in Chongqing